# Tylana nigromaculata
Tylana nigromaculata är en insektsart som beskrevs av Williams 1982. Tylana nigromaculata ingår i släktet Tylana och familjen sköldstritar. Inga underarter finns listade i Catalogue of Life.